# Conus achatinus
Conus achatinus är en havslevande snäckart beskriven 1791 av Johann Friedrich Gmelin. Den blir runt 3,5-10 cm lång och finns i indo-pacifiska regionen (östra Afrika, nordöstra Australien och Filippinerna).

## Utseende
Mintchokladfärgad snäcka som har vit bakgrund med mellanbruna segment. Längs snäckan löper också djupbruna horisontala linjer.